# Faria Lima Plaza
Imagem da perspectiva do edifício
O Faria Lima Plaza é um arranha-céu construído no Largo da Batata, em Pinheiros, na Zona Oeste de São Paulo. O escritório de arquitetura Kohn Pedersen Fox Associates (KPF) ficou encarregado do projeto arquitetônico do prédio. Construída em uma área de 40 900 metros quadrados, a obra tem 126 metros de altura, 22 andares, 6 pisos de estacionamento subterrâneo com mais de 1 200 vagas e abriga uma torre comercial de alto padrão de classe AAA (triple A). O orçamento da construção ficou em torno de 1,2 bilhão de reais.